# El Bac de Sau
El Bac de Sau és un monument del municipi de les Masies de Roda (Osona) inclòs en l'Inventari del Patrimoni Arquitectònic Català.

## Descripció
Es tracta d'una Masia que consta de tres cossos de planta rectangular que es troben assentats sobre el desnivell del terreny que fa pendent de Nord a sud. Els cossos són coberts a dues vessants, amb les teulades diferenciades i els careners direcció Nord/sud. A ponent s'obre un portal rectangular que dona al primer pis. A migdia sobresurt un cos de porxos, amb barana catalana al primer pis una escala de fusta que comunica exteriorment els dos pisos, en la mateixa direcció, però el cos del darrere té un portal rectangular i una finestra al primer pis, amb l'ampit motllurat i la llinda de tres peces i esculturada. A llevant s'obre un portal a la planta baixa una finestra al primer pis. A la part Nord hi ha diverses finestres i una petita galeria que sobresurt. És construïda amb maçoneria amb alguns afegitons de ciment.

## Història
És una antiga masia registrada al fogatge de la parròquia i terme de Sau de l'any 1553, moment en què habitava el mas un tal SEGIMON BACH. La casa presenta una data constructiva il·legible: --03 La masia ha estat molt restaurada, afectant la seva tipologia tradicional.